# Vakcína

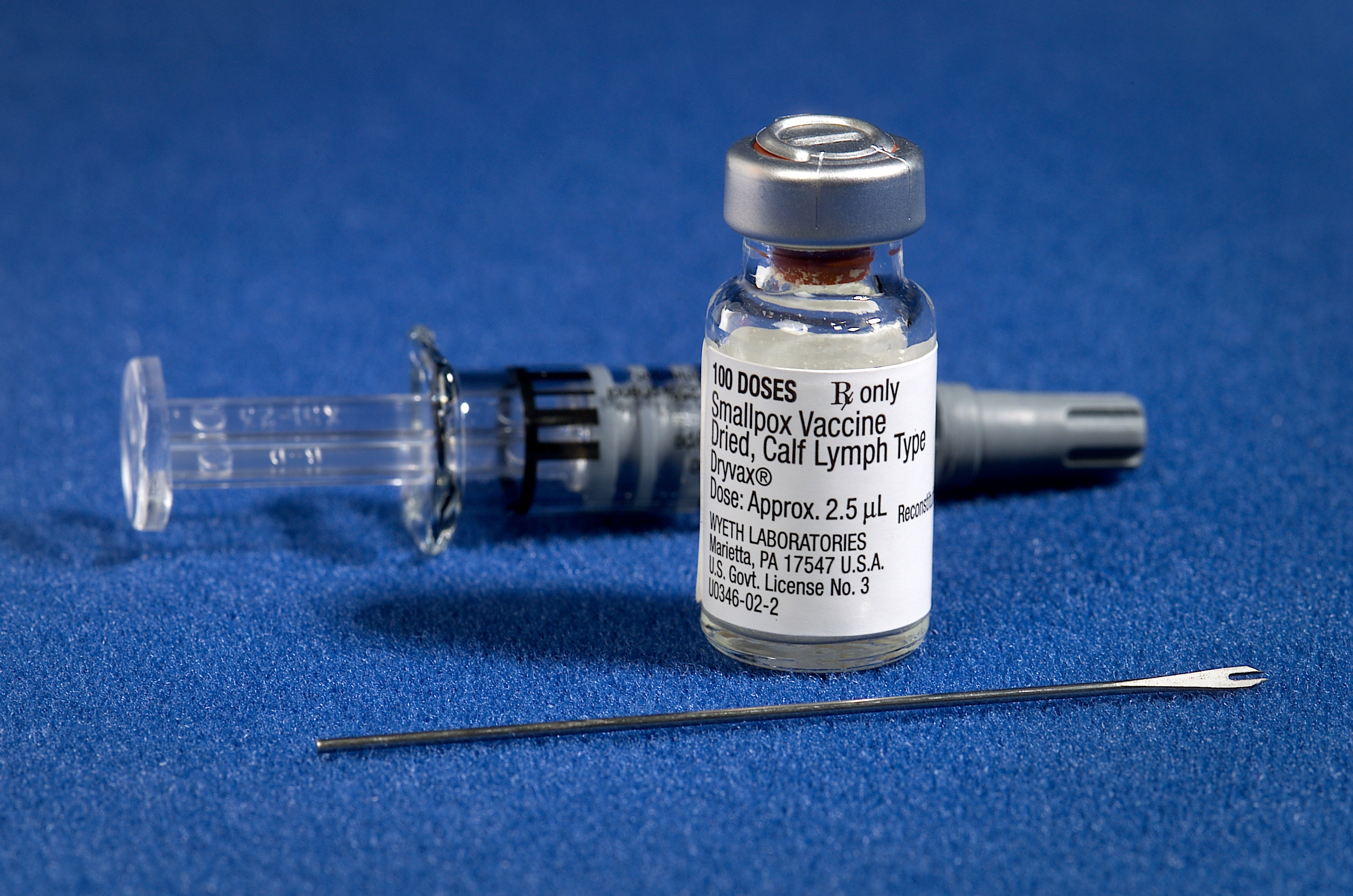
Vakcína proti pravým neštovicím s vybavením pro očkování

Vakcína (též očkovací látka nebo imunizační agens) je látka, jejíž vpravení do organismu má zajistit stimulaci imunitního systému, aby si organismus vytvořil mechanismus obrany proti konkrétnímu onemocnění bez toho, aby skutečně onemocněl. Obrana organismu je zajišťována protilátkami a také na buněčné úrovni. U Světové zdravotnické organizace jsou registrováno vakcíny proti 29 různým lidským onemocněním.
Proces, při kterém se podává vakcína, se nazývá vakcinace, neboli očkování.

## Pojmenování
Název „vakcína“ pochází z latinské variola vaccina, „kravská variola“ (z lat. vacca, „kráva“), tedy virus kravských neštovic, který na konci 18. století použil Edward Jenner jako první vakcínu proti pravým neštovicím. O necelé století později zakladatel imunologie Louis Pasteur na jeho počest navrhl zobecnit tento název na všechny vakcíny.
Název „očkování“  pochází původně ze zahradnického termínu pro očkování rostlin, což je druh štěpování, při kterém se jako štěp použije pupen, který se vsadí do jiné rostliny. Podobně při očkování se vsazuje zárodek nemoci k vytvoření imunity. Termín „očkování“ je kalkem z latinského inoculatio, vzniklé spojením předložky in- a oculus, oko, pupen. 

## Historie

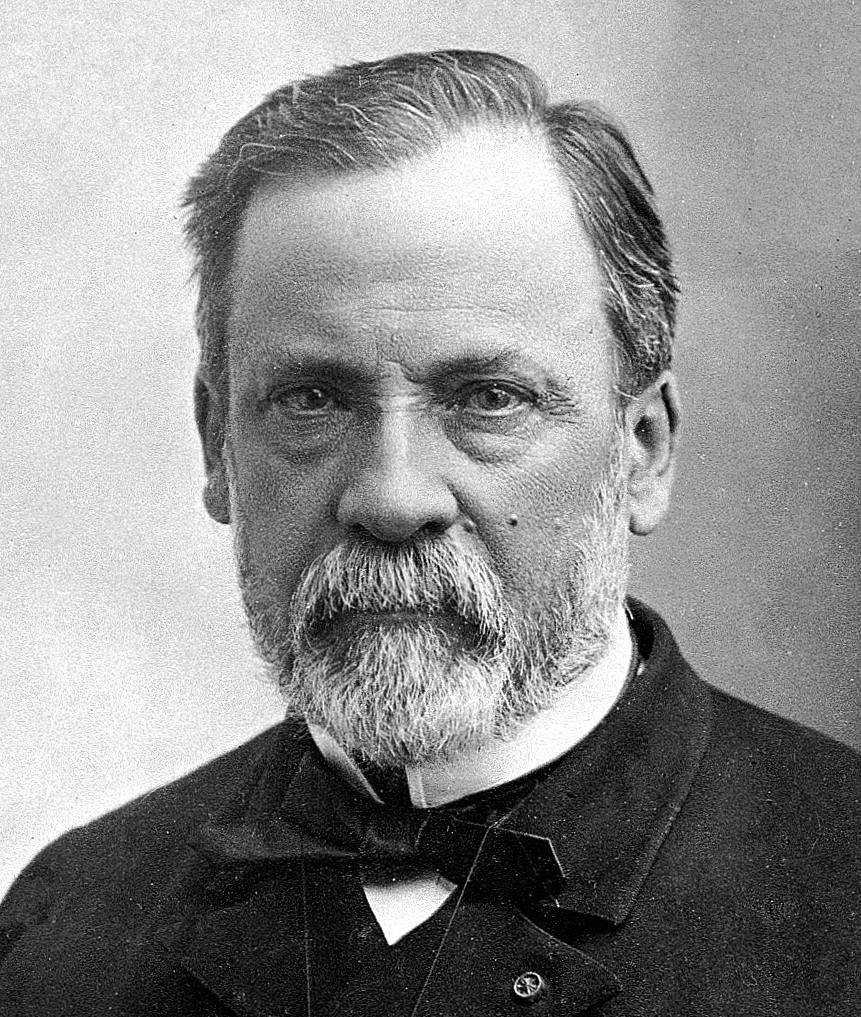
Louis Pasteur

První očkování prováděli čínští lékaři proti pravým neštovicím. Používali však k němu prášek z rozdrcených strupů pravých neštovic, což bylo dost riskantní a mohlo vést k plnému propuknutí nemoci. Tato metoda se časem rozšířila po světě, v Anglii ji poprvé zavedla v roce 1721 Lady Mary Wortley Montagu, která ji převzala od Turků. Celou metodu radikálně vylepšil anglický lékař Edward Jenner, který v roce 1796 poprvé použil k výrobě prášku strupy z kravských neštovic, které u člověka způsobují jen relativně lehké onemocnění.
Ve druhé polovině 19. století francouzský vědec Louis Pasteur, zakladatel imunologie a mikrobiologie, definoval základy teorie imunizace, vypracoval obecné postupy pro přípravu vakcín a několik jich sám vyvinul. Roku 1870 provedl první úspěšné očkování proti anthraxu a zároveň uskutečnil pokus, který dokázal účinnost imunizační metody. Roku 1885 provedl první úspěšné očkování člověka proti vzteklině.

## Základní pojmy
- Imunoprofylaxe – postupy cíleného zvyšování specifické imunity vůči infekčnímu agens. Existují dva základní typy imunoprofylaxe:[2]
  - aktivní imunizace – navození specifické imunity aplikací očkovacích látek-vakcín (očkováním)
  - pasivní imunizace – podání již vytvořených protilátek (aplikace hyperimunních sér)

Předpokladem úspěšné aktivní imunizace (očkování) je nejen kvalitní vakcína a její správná aplikace, ale stav imunitního systému jedince: imunitně vyzrálý jedinec s genetickými předpoklady pro odpověď na daný antigen, nesuprimovaný stresovými vlivy, infekčními chorobami a bez interference pasivně přijatých protilátek. Vakcinace musí být prováděna sterilním způsobem, aby nešířila jiné agens.
Historicky vakcíny obsahovaly stopové množství rtuti ve sloučenině zvané thiomersal. Její přítomnost zabraňovala jednak množení bakterií, ale hlavně likvidovala případné aktivní zbytky virů (účinně likvidovala hepatitidu typu B, meningitidu, tetanus, viry dětské obrny a mnoho dalších). Jelikož některé studie ukazovaly na možnou toxicitu této látky, bylo na začátku 90. let její použití zakázáno v USA, zemích Evropské unie a v dalších zemích.

### Kombinované vakcíny
Vakcíny jsou často kombinovány, protože to zjednodušuje jejich podání a přidruženou administrativu.
Příkladem jsou:
- MMR vakcína – trivakcína proti třem nemocem
- MMRV vakcína – tetravakcína proti čtyřem nemocem
- hexavakcína – proti šesti nemocem

## Kontroverze
Používání vakcín od počátku způsobuje kontroverze, pochybnosti některých lidí o účinnosti vakcín a obavy z jejich známých i neznámých nežádoucích účinků, spojené obvykle s nedůvěrou v lékařskou vědu a v příslušné vědecké i státní instituce. Může být spojeno s šířením různých neověřených informací, názorů falešných autorit a dezinformací. Vedle nedůvěry k očkování se objevují i konspirační teorie, které za plošným očkováním hledají spiknutí výrobců vakcín za účelem zvýšení zisku nebo vakcínám přisuzují utajované účinky, které mají sloužit například k ovládání nebo likvidaci lidí. Již v roce 2019, tedy před pandemií covidu-19, identifikovala Světová zdravotnická organizace (WHO) nedůvěru v očkování jako jedno z největších hrozeb zdraví světové populace.
Více než 50 % vakcín je nevyužito kvůli špatnému transportu či skladování.

## Požadavky na vakcíny
Dobře konstruovaná vakcína musí splňovat dva základní atributy: musí být účinná a neškodná. Primárním předpokladem je výběr vhodného antigenu, který navodí účinnou – protektivní imunitu (tj. zcela ochrání organismus před vznikem nemoci). U bakterií a virů, jejichž populace nejsou antigenně jednotné, je třeba vybrat vhodný druh, sérovar nebo antigenní variantu, která se vyskytuje v regionu, v němž se očkovaný jedinec nachází. Vybraný antigen musí být také dobře imunogenní, tj. navodit dostatečnou imunitní odpověď.
Světová zdravotnická organizace (WHO) i Úřad pro kontrolu potravin a léčiv (FDA) ve Spojených státech (USA) při schvalování vyžaduje, aby vakcína měla alespoň 50% účinnost.

### Posílení účinku vakcíny
Pro posílení účinku vakcíny jsou k antigenům při výrobě ještě přidávány tzv. adjuvans (= chemická látka, která zesiluje imunitní odpověď) nebo imunostimulační látky. Taková vakcína je pak označována jako adjuvovaná. V současné době jsou známy adjuvans, které vedou k převaze Th1 odpovědi a tím k navození buněčné imunity a jiné, které stimulují především Th2 odpověď s tvorbou protilátek.

## Typy vakcín
U živých vakcín se upustilo od používání plně virulentních kmenů, ale využívá se buď oslabených (atenuovaných) kmenů viru či baktérie nebo v některých případech heterologoních virů, které nevyvolávají u daného živočišného druhu onemocnění, ale díky antigenní podobnosti jsou schopny navodit protektivní imunitu.
Inaktivované (mrtvé) vakcíny vznikají umrtvením mikroorganismu, takže zcela ztrácí schopnost vyvolat infekční onemocnění. Buď se použije celá baktérie (celobuněčné) nebo jen její část - toxin zbavený toxického účinku (toxoid).
Moderní věda však přinesla velký pokrok ve výrobě vakcín. Zejména díky metodám molekulární biologie a dalších biotechnologiím vznikly zcela unikátní, účinné a bezpečné vakcíny. Při tvorbě rekombinantních vakcín se vezme konkrétní gen z viru, baktérie či parazita, který kóduje vznik specifického antigenu. Tento gen se inkorporuje do jiného organismu (např. baktérie Escherichia coli), jež poté produkuje specifický antigen. Jinou metodou je například vakcína s deletovaným genem, u které se používá virus, z jehož genomu byl odstraněn jeden nebo více genů, tj. výsledný mikroorganismus neprodukuje kompletní sadu proteinů. Tento mutantní virus již není patogenní.
Přehled hlavních typů vakcín (podrobněji viz další kapitoly):
- vakcíny vyrobené tradiční technologií:
  - živá vakcína
    - virulentní (dnes se již nepoužívá)
    - heterologní
    - atenuovaná

  - inaktivovaná vakcína
    - celobuněčná
    - toxoidová

  - subjednotková
    - s purifikovaným antigenem
    - se syntetickým antigenem
    - ribozomální
- rekombinantní vakcína
  - subjednotková
    - s deletovaným genem
- genové vakcíny
  - rekombinantní vektorová
  - vektorová
  - mRNA
- antiidiotypové vakcíny
- experimentální
  - peptidová

### Atenuovaná vakcína
Vakcinace touto formou vakcíny spočívá v podání původce onemocnění, který je sice živý, ale je oslabený z hlediska schopnosti vyvolat infekci. V zásadě je možné použít organismus, který má výrazně oslabenou schopnost přežívat a množit se například v důsledku cíleného poškození. Vedle skutečného oslabení schopnosti mikroorganismu množit se a přežívat může být oslabení dosaženo i tím, že se kmen používaný k vakcinaci tak dlouho pěstuje ve tkáňových kulturách, až ztratí schopnost vyvolat onemocnění. Tento typ boje s mikroorganismy ovšem nemusí být jen pozitivní.
Velkou výhodou atenuovaných vakcín je to, že takové očkování vyvolává z podstaty prakticky stejnou imunitní odpověď jako infekce neoslabeným kmenem. Účinnost takového očkování ve smyslu malého podílu částečného nebo úplného selhání očkování je tedy velmi vysoká. Na druhou stranu při podání živého kmene může teoreticky vést k tomu, že proběhne celé onemocnění. Prakticky toto hrozí u imunokompromitovaných pacientů, tedy u nemocných s vrozenou poruchou imunitního systému, u nemocných léčených imunosupresivními léky např. po transplantaci nebo pro autoimunitní onemocnění, nebo u HIV pozitivních, zejména v pokročilejším stádiu onemocnění. Riziko zvratu oslabeného kmene zpět v patogenní je obvykle jen teoretické, v praxi však bylo toto pozorováno u perorální vakcíny proti poliomyelitidě (dnes již nepoužívaná Sabinova vakcína). Technickou nevýhodou atenuovaných vakcín je především to, že vakcinační látky bývají poměrně choulostivé na podmínky při transportu a skladování.
V současné době se používají oslabené vakcíny pro následující onemocnění:
virová:
- spalničky
- příušnice
- zarděnky
- kravské neštovice (zoonoza) - příprava vakcíny proti pravým neštovicím
- žlutá zimnice
- rotavirové infekce
- chřipka (intranasální aplikace) - štěpený virus, využívají se antigeny H a N
- poliomyelitida (perorální vakcína – Sabinova vakcína)
- covid-19

bakteriální:
- tuberkulóza (BCG)
- břišní tyfus (perorální vakcína)

### Inaktivovaná vakcína
Inaktivované vakcíny obsahují mrtvé viry nebo bakterie, někdy se proto hovoří o celobuněčných vakcínách. Organismy se pěstují ve vhodných kulturách v laboratoři, pak jsou usmrceny, obvykle teplem nebo chemikáliemi. Při usmrcení organismu dochází ke změnám konformace proteinů; aby byla zachována účinnost vakcíny, musí být co nejméně změněna antigenní struktura. Proto se poměrně často používá formaldehyd, který je z hlediska zachování antigenní struktury proteinů dostatečně šetrný.
Hlavní výhodou inaktivovaných vakcín je to, že nemohou vyvolat infekci ani u imunokompromitovaných pacientů. Na druhou stranu je odpověď na inaktivované vakcíny méně vydatná než na atenuovanou vakcínu. Zatímco u atenuované vakcíny obvykle stačí jedna dávka k vyvolání dobré odpovědi, u inaktivované vakcíny je obvykle nutné druhé nebo i třetí dávky a případně i tzv. „boost“ dávky s poměrně dlouhým odstupem.
V současné době se používají inaktivované vakcíny pro následující onemocnění:
virová:
- poliomyelitida
- hepatitida A
- vzteklina
- chřipka

bakteriální:
- černý kašel
- břišní tyfus
- mor

### Toxoidová vakcína
V současné době se používají toxoidové vakcíny pro následující bakteriální onemocnění:
- záškrt
- tetanus

### Subjednotková vakcína
Subjednotková vakcína je inaktivovaná vakcína, ve které jsou pouze fragmenty mikroorganismu. Usmrcený patogen je fragmentován, fragmenty jsou separovány a ve vakcíně jsou jen ty fragmenty, které jsou významné z hlediska imunitní odpovědi na příslušný mikroorganismus.
V současné době se používají subjednotkové vakcíny pro následující onemocnění:
- hepatitida B
- chřipka
- černý kašel (acelulární vakcína)
- lidský papilomavirus (HPV)
- antrax
- Klíšťová encefalitida (TBEV)

Zvláštním typem podjednotkových vakcín jsou vakcíny polysacharidové. Velkou nevýhodou je to, že imunitní systém dětí mladších 2 let není obvykle schopen tyto vakcíny zpracovat žádoucím způsobem, vakcinace obvykle nevede k imunizaci.
V současné době se používají polysacharidové vakcíny pro následující onemocnění:
- pneumokokové infekce
- meningokokové infekce
- břišní tyfus
- infekce Haemophilus influenzae typu b

### Konjugovaná vakcína
Konjugovaná vakcína je řešením problému s tím, že imunitní systém dětí do dvou let nemusí adekvátním způsobem zpracovat sacharidové antigeny. Řešením problému se ukázala chemická vazba sacharidu na proteinový nosič.
V současné době se používají konjugované vakcíny pro následující bakteriální onemocnění:
- meningokokové infekce
- infekce bakterií Haemophilus influenzae typu b
- pneumokokové infekce

### Rekombinantní vakcína
Rekombinantní vakcíny se vyznačují především tím, že v technologii výroby se neobjevuje fáze pomnožování patogenu. Fragmenty, které by byly v případě podjednotkové vakcíny separovány z usmrcených patogenů, jsou zde produkovány metodami genetického inženýrství. Jakmile je známa struktura fragmentu, který je třeba získat, je identifikován gen pro jeho produkci. Tento gen je vnesen do genomu organismu použitelného v bioreaktoru, obvykle kvasinky, ale může se jednat i o bakterie nebo tkáňové kultury savčích buněk. V bioreaktorech jsou pak produkovány fragmenty použitelné k vakcinaci.
V současné době se používají rekombinantní vakcíny pro následující onemocnění:
- hepatitida B
- lidský papilomavirus

Genetické inženýrství nabízí ještě jednu možnost při produkci vakcín. Při znalosti genomu patogenního organismu lze totiž cílenou manipulací vyřadit geny odpovědné za virulenci. Výsledkem bude vlastně oslabený kmen, který je plně životaschopný, jen není schopen ani teoreticky vyvolat základní onemocnění. Takto je k dispozici oslabený kmen Salmonela typhi, který není schopen vyvolat břišní tyfus.
V případě modifikovaného viru chřipky je strategie jiná, protože vir se musí pomnožit v buňkách hostitele. Vir je tedy modifikován tak, aby se byl schopen pomnožit pouze ve sliznici nosohltanu, není však schopen napadnout plíce.

### Genová vakcína
Genová vakcína obsahuje nukleovou kyselinu (DNA nebo RNA vakcína), která nese informaci pro tvorbu určité bílkoviny (antigenu). K tvorbě této bílkoviny dochází až v buňkách očkovaného jedince. Využije se přitom proteosyntetický aparát, který je součástí každé buňky. Bílkovina, kterou buňky vytvoří podle receptu obsaženého v genové vakcíně, má za úkol vyvolat imunitní odpověď organismu. Jedná se většinou o bílkoviny, které jsou součástí virů, bakterií nebo nádorových buněk (protinádorové vakcíny).
U genových vakcín je nutné zajistit, aby se DNA nebo RNA dostala dovnitř buněk. K tomuto účelu se používá několik různých technik. Například k transportu DNA do buněk se využívá virových vektorů, takové vakcíny se někdy označují jako vektorové vakcíny. K prvnímu rozsáhlému použití genových vakcín proti infekčnímu onemocnění došlo při pandemii covidu-19. 

### Peptidová vakcína
„Peptidovou vakcínou“ je jakýkoli peptid, který slouží k  imunizaci organismu proti patogenu. Peptidové vakcíny jsou často  syntetické vakcíny a  napodobují přirozeně se vyskytující proteiny z patogenů.  Kromě infekčních patogenů lze peptidové vakcíny použít jako terapeutické vakcíny proti rakovině, kde se k vyvolání účinné protinádorové odpovědi T-buněk používají peptidy z antigenů asociovaných s nádory. Syntetické dlouhé peptidy vykázaly slibné úspěšné výsledky.

### Audiovizuální dokumenty
- VACCINES: The benefits, the risks, the choices, americký dokument z roku 2004, 172 minut